# جيمس دويل
جيمس دويل (بالإنجليزية: James Doyle)‏ هو فارس بريطاني، ولد في 22 أبريل 1988 في المملكة المتحدة.